# View-Master

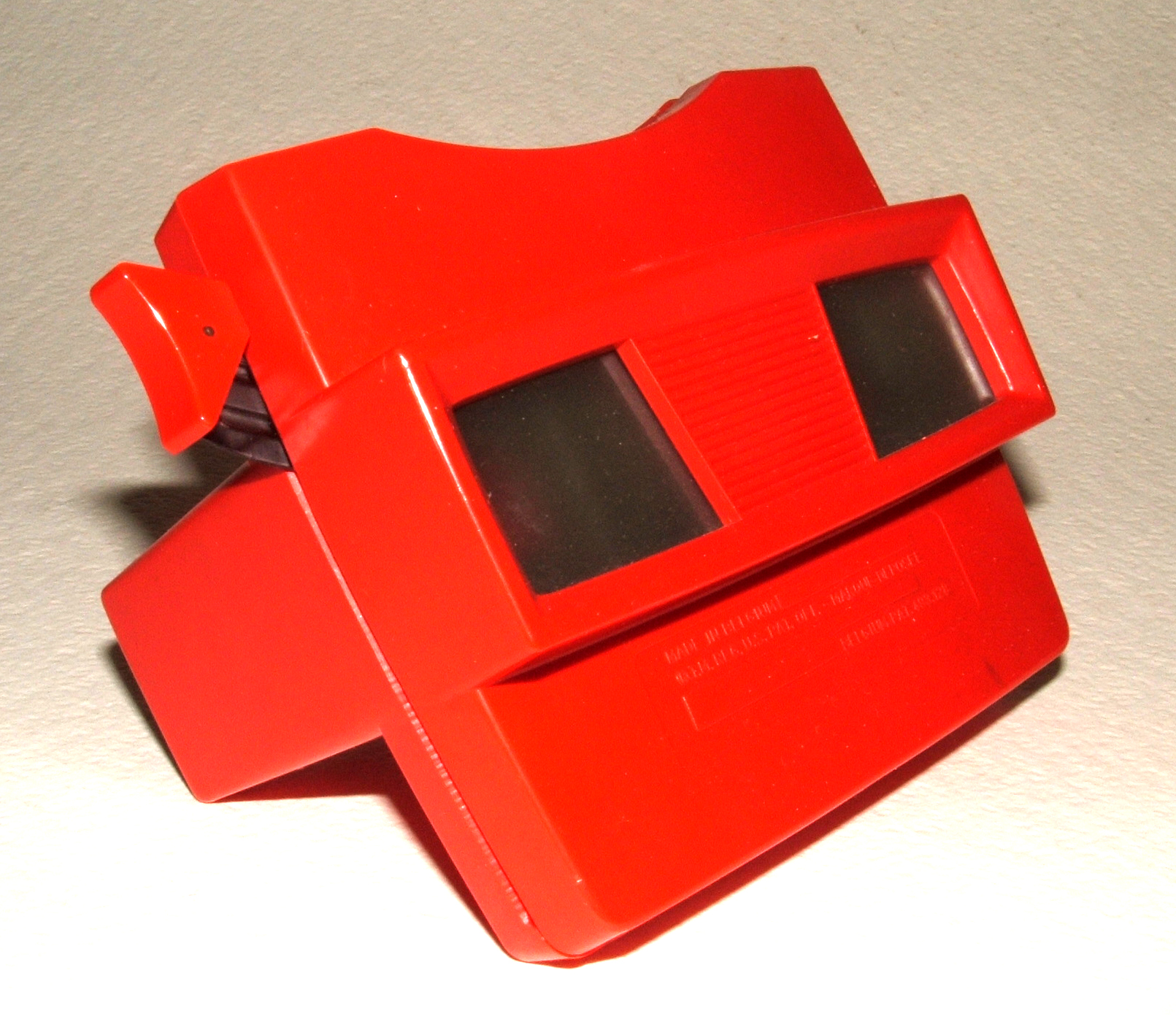
View-Master

View-Master是一種实体镜兒童玩具，View-Master的設計與幻灯片投影儀有些類似。人們可以通過View-Master看到7组立体照片。View-Master于1939年推出。